# Землетрус 21 квітня 1975 року (Сьонай)
Сьонайський землетрус (яп. 大分県中部地震) — землетрус у 6,4 балів за шкалою Ріхтера, що стався 21 квітня 1975 року о 02:00 годині ночі за японським часом у місті Сьонай префектури Ойта.